# Pedieos
Pedieos (gr. Πεδιαίος) – najdłuższa rzeka Cypru. Liczy 100 kilometrów długości.
Wypływa w masywie Trodos. Następnie płynie w kierunku północno-wschodnim przez równinę Mesaoria i Nikozję. Wpływa do Zatoki Famagusta Morza Śródziemnego. Nie jest rzeką żeglowną. Jest to rzeka okresowa, która wysycha późną wiosną, a pojawia się z nastaniem późnojesiennych deszczów.